# Cames de seda
Cames de seda és una novel·la de Maria Mercè Roca guanyadora del Premi Sant Jordi l'any 1992.

## Sinopsi
Narra els sentiments d'una dona, l'Adriana, de quaranta anys, separada i amb una filla, des del moment en què rep la notícia de la mort en accident d'un dels dos fills del seu marit fins al dia de l'enterrament, quatre dies més tard. Els fets es desencadenen quan l'Adriana coneix la mort de l'Alex a l'estranger i pren consciència de la dificultat de les seves relacions familiars i de la impossibilitat de trobar un lloc a la vida. El pes dels records, les comparacions, els recels i la gelosia fan que l'Adriana es noti insegura, i la inseguretat crea desconfiança. Els traumes, conseqüències, problemes i frustracions que suposen les separacions matrimonials són el motor de la història.

### Personatges
- L'Adriana és la protagonista de la història, té quaranta anys i és casada.Té un amant, beu força i té les cames molt llargues. L'Adriana és una persona amb un món interior molt pobre, una dona que pateix molt, que té una gran necessitat d'amor i alhora incapacitat per estimar. S'ha casat per segona vegada, ja que no vol trobar-se sola ni tampoc educar la seva filla sola. L'Adriana analitza sovint el que ha estat la seva vida anterior sempre amb tocs de frivolitat, viu en un estat constant de xoc i de nerviosisme, situació que li provoca molta angoixa existencial.
- L'Albert és el segon marit de l'Adriana, un home molt treballador, metge honrat i bona persona. Manté relacions estranyes amb la seva dona, ja que aquesta té una personalitat molt complexa i això el converteix en un personatge planer. No ha volgut tenir fills amb l'Adriana, i això, possiblement, ha perjudicat la seva relació.
- L'Alex és el fill de l'Albert i la seva anterior dona, que s'ha matat en un accident de trànsit. L'Àlex mai havia aconseguit despertar cap sentiment especial a l'Adriana.
- La Clara és la filla de l'Adriana, el que més s'estima del món.
- La Consol és la mainadera que fa viure l'Adriana en la realitat.

## Recursos narratius
La novel·la està estructurada en quatre capítols, que corresponen als dies que transcorren des de la mort en accident del fill de l'Albert fins a l'enterrament. En una obra de caràcter intimista com aquesta, és freqüent la utilització del recurs de la confessió personal.
També cal destacar la veu interior que acompanya l'Adriana en nombrosos moments de l'acció, una veu interior que li recorda constantment que la seva vida ha estat i és un desastre.
Per acabar, destacar que la narració barreja el present i el passat: l'Adriana recorda situacions viscudes temps enrere i alhora transcorre l'espera i l'arribada de l'enterrament. El futur ni es menciona, ja que la protagonista es veu incapaç de resoldre les situacions que li planteja el present i no gosa pensar en el futur.